# Kollasmosoma marikovskii
Kollasmosoma marikovskii är en stekelart som först beskrevs av Vladimir Ivanovich Tobias 1986.  Kollasmosoma marikovskii ingår i släktet Kollasmosoma och familjen bracksteklar. Inga underarter finns listade i Catalogue of Life.